# Jamesonia verticalis
Jamesonia verticalis är en kantbräkenväxtart som beskrevs av Kze. Jamesonia verticalis ingår i släktet Jamesonia och familjen Pteridaceae. Inga underarter finns listade.